# František Filip

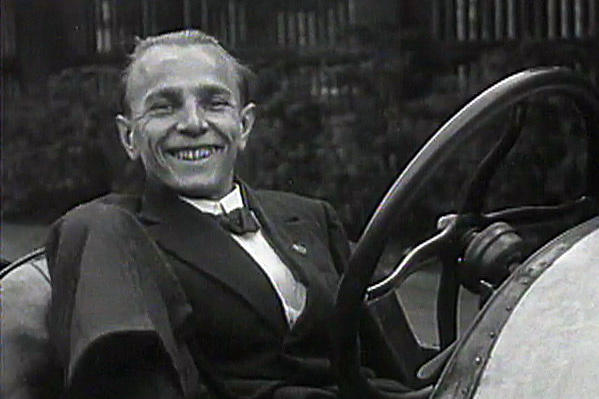
František Filip (1930)

František Filip (Bezruký Frantik, pol. Bezręki Franciszek) (ur. 20 lutego 1904 w Jamné nad Orlicí, zm. 19 lutego 1957 w Brnie)  – czeski pisarz, osoba niepełnosprawna.

## Życiorys

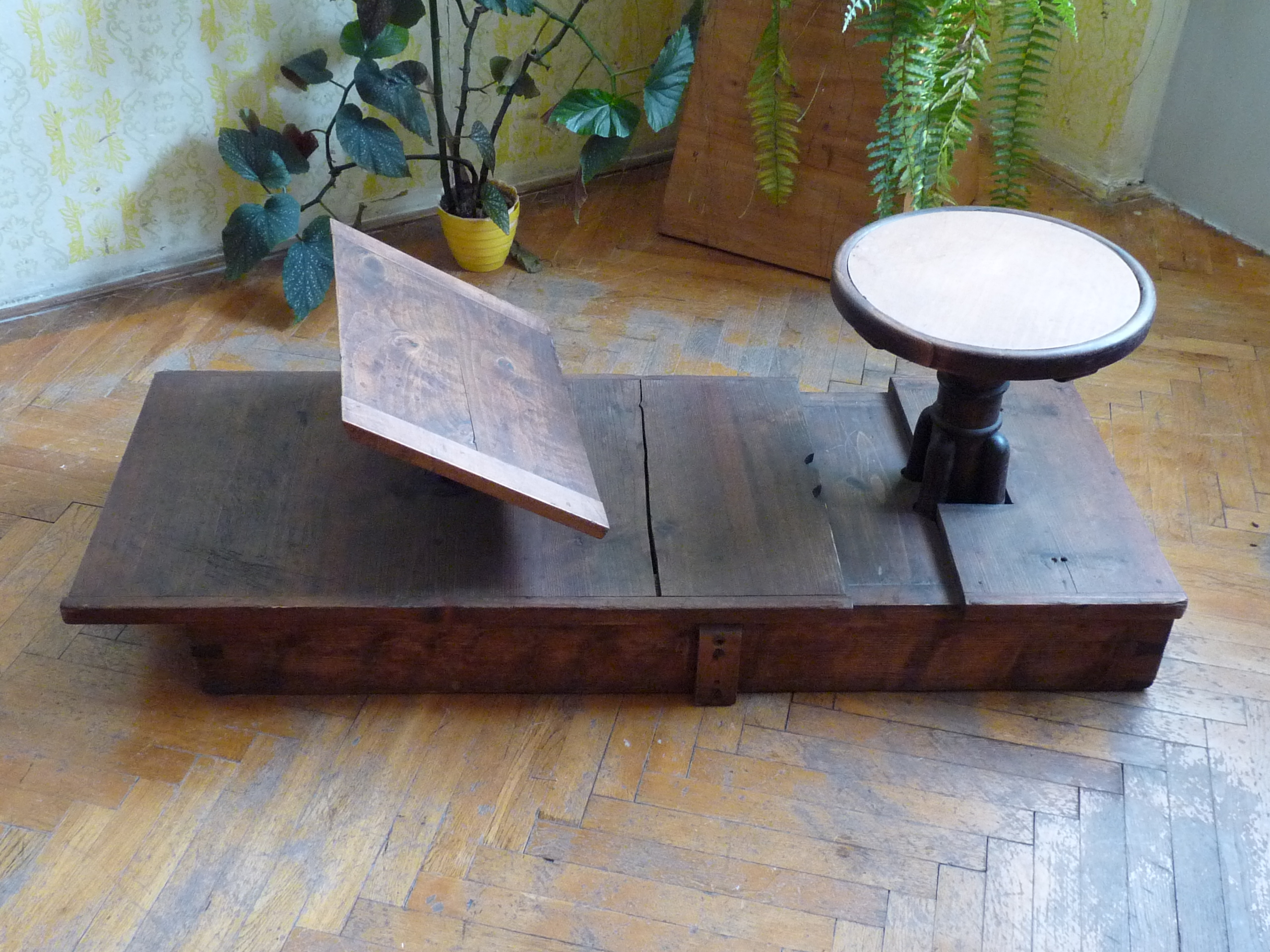
Ławka szkolna Bezrękiego Franciszka w szkole w Jamném nad Orlicí.

Urodził się bez obu kończyn górnych. Dyrektor szkoły, we współpracy z tamtejszym lekarzem i radą szkoły, opracował ławkę, w której mógł nauczyć się pisać nogami. Ławka ta jest przechowywana w lokalnym urzędzie miejskim. Był jednym z pierwszych więźniów Jedličkova.
Ukończył szkołę handlową. Napisał książkę, pt. „Bezruký Frantík píše o sobě“ (pol. „Bezręki Franciszek pisze o sobie“), był autorem wielu artykułów prasowych. Nauczył się nogami pisać na szkolnej tablicy, pić kawę, zapinać guziki w kołnierzyku od koszuli, pleść koszyki, pisać na maszynie do pisania, prowadzić samochód.
Był znany w całej republice. Jeździł po kraju udowadniając, że pomimo swojej niepełnosprawności można żyć normalnie. Dzięki swojej niezłomności z żebraka stał się przedsiębiorcą. Po komunistycznym przewrocie w 1948 r. zakazano jego występów, przez co żyło mu się bardzo ciężko.